# 리언 오스먼
리언 오스먼(Leon Osman, 1981년 5월 17일, 잉글랜드 위건 ~ )은 잉글랜드 출신의 전 축구 선수로 포지션은 미드필더로 주로 공격형 미드필더와 윙어의 위치에서 활약했다.
한 때 그의 아버지가 북키프로스 출신의 터키계이기 때문에 잉글랜드 축구 국가대표팀에서 뛸 것인가 터키 축구 국가대표팀에서 뛸 것인가를 그가 선택이 가능하다는 말이 있었다. 그러나 Daily Mail과의 인터뷰에서 자신이 과거에 터키 축구 국가대표팀 혹은 키프로스 축구 국가대표팀을 선택 할 수 있었다는 말은 도시 괴담이며, 소말리아 국적의 할아버지가 있었으나 자신에게는 잉글랜드 축구 국가대표팀 밖에는 없었다고 밝혔다. 결국 그는 잉글랜드 축구 국가대표팀을 선택하였다. 그의 남동생 칼 오스만은 그의 형과 같이 에버턴 유소년 팀출신이며 현재 켄달 FC에서 축구선수 생활을 하고 있다.